# Kista (metrostation)
Kista is een station van de Stockholmse metro, gelegen in de wijk Kista. Het station ligt aan lijn T11 van de blauwe route en is geopend op 5 juni 1977. De afstand tot het metrostation Kungsträdgården (het oostelijke eindpunt van de blauwe route) is 13 kilometer. Het station zal tot de opening van de zuidwestelijke verlenging van de blauwe route, in 2025, het enige bovengrondse station van de blauwe route zijn. Het ligt op het langste viaduct, 1120 meter, van de Stockholmse metro. 
Het station ligt direct naast het winkelcentrum Kista Galleria en een groot busstation. Van hieruit zijn er buslijnen naar verschillende gebieden in het noordwesten van Stockholm, zoals Sollentuna, Danderyd, Vällingby, Jakobsberg.
De naamgevingscommissie had aanvankelijk voorgesteld om het station Kistagård te noemen om minder gewenste misverstanden te voorkomen. Er zou gemakkelijk verwarring kunnen ontstaan met een  kist.

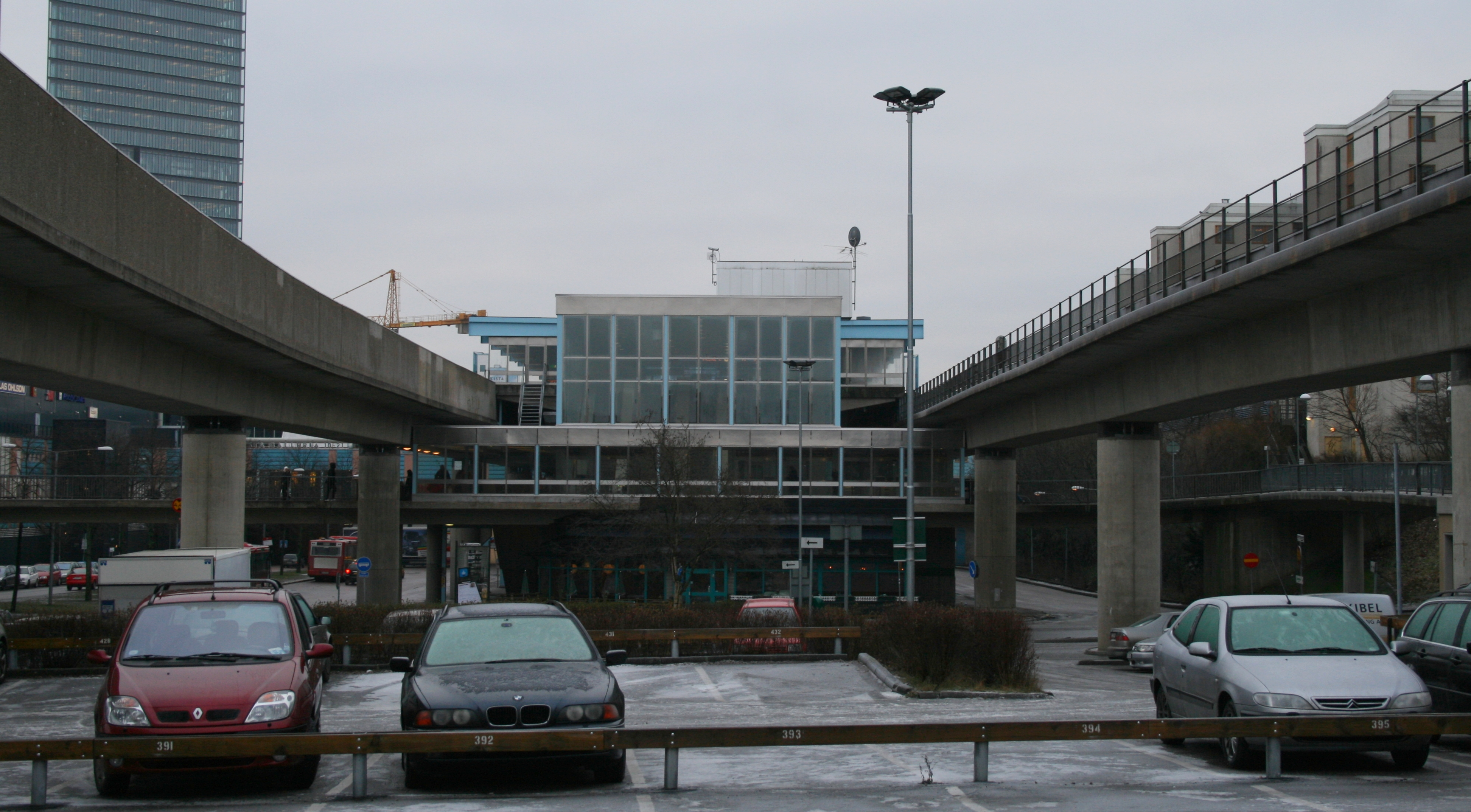
Metrostation, januari 2009

(Barkarby) ·
(Barkarbystaden)·
Akalla ·
Husby ·
Kista · 
(Kymlinge) · 
Hallonbergen · 
Näckrosen ·
Solna centrum · 
Västra skogen · 
Stadshagen ·
Fridhemsplan · 
Rådhuset ·
T-Centralen ·
Kungsträdgården · 
(Sofia) ·
(Gullmarsplan)·  
(Slakthuset) ·
(Sockenplan) ·
(Svedmyra) ·
(Stureby) ·
(Bandhagen) ·
(Högdalen) ·
(Rågsved) ·
(Hagsätra) ·
(Älvsjö)